# Lucemburk (belgická provincie)
Lucemburk (francouzsky Luxembourg, nizozemsky a německy Luxemburg) je nejjižnější provincie Valonska a Belgie.
Sousedí s belgickými provinciemi Namur a Lutych a dále s Lucemburským velkovévodstvím a Francií.
Severní část provincie tvoří pohoří Ardeny a na jihu se nachází oblast Gaume.
S rozlohou 4440 km² je provincie Lucemburk největší belgickou provincií a zaujímá přibližně sedminu území státu.
Co do počtu obyvatel je tato provincie naopak nejmenší v Belgii – dne 1. ledna 2006 zde žilo 258 547 obyvatel, tj. přibližně 2,5 % z celkového počtu obyvatel království.
Obyvatelstvo provincie je převážně frankofonní, žije zde však rovněž německy mluvící menšina.
Provincie Lucemburk byla původně součástí Lucemburského velkovévodství.
K Belgii byla připojena po podepsání londýnské smlouvy dne 19. dubna 1839. 
V této provincii je hnutí RGDL (Réunification Grand-Duché Luxembourg), které se snaží o připojení provincie zpět k Lucembursku.[zdroj?]

## Administrativní uspořádání
Provincie Lucemburk je rozdělena na 5 okresů (francouzsky arrondissements) a zahrnuje 44 obcí.
Hlavním městem je Arlon.
| Arrondissement | Arrondissement Arlon | Arrondissement Bastogne                                                                                          | Arrondissement Marche-en-Famenne                                                                                |
| Poloha         | | | |
| Počet obyvatel | 54 597 | 42 561 | 52 439 |
| Obce           | - Arlon - Attert - Aubange - Martelange - Messancy                                                                                              | - Bastogne - Bertogne - Fauvillers - Gouvy - Houffalize - Sainte-Ode - Vaux-sur-Sûre - Vielsalm                  | - Durbuy - Érezée - Hotton - La Roche-en-Ardenne - Manhay - Marche-en-Famenne - Nassogne - Rendeux - Tenneville |
|                | | | |
| Arrondissement | Arrondissement Neufchâteau | Arrondissement Virton                                                                                            | |
| Poloha         | | | |
| Počet obyvatel | 57 363 | 50 154 | |
| Obce           | - Bertrix - Bouillon - Daverdisse - Herbeumont - Léglise - Libin - Libramont-Chevigny - Neufchâteau - Paliseul - Saint-Hubert - Tellin - Wellin | - Chiny - Étalle - Florenville - Habay - Meix-devant-Virton - Musson - Rouvroy - Saint-Léger - Tintigny - Virton | |